# Bobulja
Bobulja este un sat din comuna Danilovgrad, Muntenegru. Conform datelor de la recensământul din 2003, localitatea are 173 de locuitori (la recensământul din 1991 erau 250 de locuitori).

## Demografie
În satul Bobulja locuiesc 122 de persoane adulte, iar vârsta medie a populației este de 34,8 de ani (34,2 la bărbați și 35,4 la femei). În localitate sunt 50 de gospodării, iar numărul mediu de membri în gospodărie este de 3,46.
|  |

| Demografie | Demografie | Demografie |
| An         | Locuitori  | Locuitori  |
| ---------- | ---------- | ---------- |
|            |            |            |
|            |            |            |
|            |            |            |
|            |            |            |
| 1948       | 129        |            |
| 1953       | 141        |            |
| 1961       | 153        |            |
| 1971       | 110        |            |
| 1981       | 127        |            |
| 1991       | 250        | 250        |
| 2003       | 173        | 173        |

| \| Componența etnică conform recensământului din 2003[2] \| Componența etnică conform recensământului din 2003[2] \| Componența etnică conform recensământului din 2003[2] \| Componența etnică conform recensământului din 2003[2] \| Componența etnică conform recensământului din 2003[2] \| \| ----------------------------------------------------- \| ----------------------------------------------------- \| ----------------------------------------------------- \| ----------------------------------------------------- \| ----------------------------------------------------- \| \| \| \| \| \| \| \| Muntenegreni \| Muntenegreni \| \| 137 \| 79,19% \| \| Sârbi \| Sârbi \| \| 34 \| 19,65% \| \| necunoscută \| necunoscută \| \| 0 \| 0% \| |              |  |     |        |
| Componența etnică conform recensământului din 2003 |              |  |     |        |
| |              |  |     |        |
| Muntenegreni | Muntenegreni |  | 137 | 79,19% |
| Sârbi | Sârbi        |  | 34  | 19,65% |
| necunoscută | necunoscută  |  | 0   | 0%     |